# Administration territoriale de la Suède
 (février 2018).
 (février 2018).
Si vous disposez d'ouvrages ou d'articles de référence ou si vous connaissez des sites web de qualité traitant du thème abordé ici, merci de compléter l'article en donnant les références utiles à sa vérifiabilité et en les liant à la section « Notes et références ».
L'administration territoriale de la Suède est l'ensemble des subdivisions, traditionnelles ou administratives, qui permettent d'organiser le territoire suédois.
La Suède se compose de trois grandes régions traditionnelles (Landsdelar en suédois) : le Götaland au sud, le Svealand au centre et le Norrland au nord. Jusqu’en 1809, la quatrième région de Suède était l’Österland, à l’est, aujourd’hui la Finlande.
Jusqu’aux réformes administratives menées par Axel Oxenstierna en 1634, ces trois grandes régions étaient subdivisées en 25 provinces, dites « provinces historiques » (Landskap en suédois). Les provinces n’ont plus aucune fonction administrative aujourd’hui, mais représentent pour les Suédois un important patrimoine historique et culturel auquel ils s’identifient volontiers. Elles servent également de délimitation pour les duchés.
Les comtés (län en suédois) furent institués en 1634 à l’initiative du chancelier Axel Oxenstierna en vue de l’édification d’une administration moderne. Bien que fortement inspirés des provinces préexistantes, les comtés ont des frontières souvent différentes. La Suède est divisée en 21 comtés. Dix-huit d’entre eux sont dirigés, d’une part, par un préfet (Landshövding) représentant l'État à la tête du Länsstyrelse, et d’autre part par une assemblée locale élue (Landstinget) dont la principale fonction est de gérer les services de santé. Deux comtés, Västra Götaland et Skåne, ont accédé au statut de région, et possèdent un organe de gouvernement régional (« regionalt självstyrelseorgan »). Un comté, Gotland, est composé d'une seule commune qui a pris en charge les fonctions occupées ailleurs par le « landsting »,.
Les comtés sont divisés en communes, ou kommuner, qui représentent l'échelon local du gouvernement en Suède. On dénombre 290 communes (en 2004).

## Subdivisions administratives

### Comtés

Les 21 comtés et 290 communes.

Le comté (län) est le premier niveau de subdivision du territoire suédois. Ils sont au nombre de 21 :
- Blekinge
- Dalécarlie
- Gävleborg
- Gotland
- Halland
- Jämtland
- Jönköping
- Kalmar
- Kronoberg
- Norrbotten
- Örebro
- Östergötland
- Scanie
- Södermanland
- Stockholm
- Uppsala
- Värmland
- Västerbotten
- Västernorrland
- Västmanland
- Västra Götaland

Chaque comté est identifié par un code d'une ou deux lettres (länsbokstäver), qui correspond à son code ISO 3166-2:SE et figurait sur les plaques d'immatriculation jusqu'en 1973, ainsi que par un code numérique à deux chiffres (länskod). Chacun possède également son propre blason.
Les comtés sont dirigés par deux corps distincts : une administration (länsstyrelse) et une assemblée régionale (landsting). Ces deux organes ont des modes de désignation différents : l'administration, qui est dirigée par un préfet (landshövding), est nommée par le gouvernement central, tandis que l'assemblée régionale est élue par la population locale. Leurs prérogatives sont également distinctes : l'administration est responsable de certains domaines qui relèvent de l'État, comme la police ou la protection de la nature, alors que l'assemblée régionale s'occupe d'autres domaines, comme la santé ou la culture. Dans le comté de Gotland, il n'existe pas d'assemblée régionales, les affaires dévolues à cet organe sont traitées par la commune de Gotland.
Un projet de réforme des subdivisions territoriales existe. Il s'agirait de remplacer les comtés par de plus grandes unités qui pourraient être appelées « régions ». Celles-ci auraient de nouvelles frontières. Le Comité responsable (Ansvarskommittén) a proposé une division en six ou neuf régions.

### Communes
La commune (kommun) est le deuxième niveau de subdivision du territoire suédois. Elles sont au nombre de 290, un nombre qui a fortement diminué durant la seconde moitié du XXe siècle à la suite de nombreuses fusions.
Une commune peut, d'après la Constitution, imposer ses résidents. Elles sont responsables des services municipaux tels que les écoles et les services sociaux. Elles sont dirigées par un conseil municipal (kommunstyrelse) élu tous les troisièmes dimanches de septembre et ce tous les quatre ans. Les municipalités modernes ont été introduites le 1er janvier 1971 et ont remplacé les villes et municipalités rurales.
Certaines grandes municipalités urbaines sont encore subdivisées en quartiers ou districts. Cette division territoriale n'existe que dans les communes de Stockholm (où ils portent le nom de stadsdelsområde, littéralement « secteur de district »), Göteborg (où ils portent le nom de stadsdelsnämndsområde, littéralement « zone de district ») et Malmö (où ils sont appelés stadsdelar « districts »).

## Subdivisions judiciaires
Il existe deux systèmes judiciaires en Suède : l'ordre administratif et l'ordre judiciaire. Chacun possède son propre découpage du territoire national.

### Ordre judiciaire

Les six cours d'appel et 48 tribunaux de première instance.

L'ordre judiciaire découpe la Suède en six cours d'appel (hövrätter) et quarante-huit tribunaux de première instance (tingsrätt) :
- Cour d'appel de Svea (siège à Stockholm)
  - Tribunal de première instance d'Attunda
  - Tribunal de première instance d'Eskilstuna
  - Tribunal de première instance de Falun
  - Tribunal de première instance de Gotland
  - Tribunal de première instance de Mora
  - Tribunal de première instance de Nacka
  - Tribunal de première instance de Norrtälje
  - Tribunal de première instance de Nyköping
  - Tribunal de première instance de Södertälje
  - Tribunal de première instance de Södertörn
  - Tribunal de première instance de Solna
  - Tribunal de première instance de Stockholm
  - Tribunal de première instance d'Uppsala
  - Tribunal de première instance de Västmanland
- Cour d'appel de Göta (siège à Jönköping)
  - Tribunal de première instance d'Eksjö
  - Tribunal de première instance de Jönköping
  - Tribunal de première instance de Kalmar
  - Tribunal de première instance de Linköping
  - Tribunal de première instance de Norrköping
  - Tribunal de première instance d'Örebro
  - Tribunal de première instance de Skaraborg
  - Tribunal de première instance de Växjö
- Cour d'appel de Scanie-et-Blekinge (siège à Malmö)
  - Tribunal de première instance de Blekinge
  - Tribunal de première instance de Hässleholm
  - Tribunal de première instance de Helsingborg
  - Tribunal de première instance de Kristianstad
  - Tribunal de première instance de Lund
  - Tribunal de première instance de Malmö
  - Tribunal de première instance d'Ystad
- Cour d'appel de Suède-Occidentale (siège à Göteborg)
  - Tribunal de première instance d'Alingsås
  - Tribunal de première instance de Borås
  - Tribunal de première instance de Göteborg
  - Tribunal de première instance de Halmstad
  - Tribunal de première instance d'Uddevalla
  - Tribunal de première instance de Vänersborg
  - Tribunal de première instance de Varberg
  - Tribunal de première instance de Värmland
- Cour d'appel du Bas-Norrland (siège à Sundsvall)
  - Tribunal de première instance d'Ångermanland
  - Tribunal de première instance de Gävle
  - Tribunal de première instance de Hudiksvall
  - Tribunal de première instance d'Östersund
  - Tribunal de première instance de Sundsvall
- Cour d'appel du Haut-Norrland (siège à Umeå)
  - Tribunal de première instance de Gällivare
  - Tribunal de première instance de Haparanda
  - Tribunal de première instance de Luleå
  - Tribunal de première instance de Lycksele
  - Tribunal de première instance de Skellefteå
  - Tribunal de première instance de d'Umeå

### Ordre administratif

Le découpage administratif.

L'ordre administratif découpe la Suède en quatre cours d'appel (kammarrätter) et douze tribunaux administratifs (förvaltningsrätt) :
- Cour d'appel de Sundsvall
  - Tribunal administratif de Falun
  - Tribunal administratif de Härnösand
  - Tribunal administratif de Luleå
  - Tribunal administratif d'Umeå
- Cour d'appel de Göteborg
  - Tribunal administratif de Göteborg
  - Tribunal administratif de Karlstad
  - Tribunal administratif de Malmö
- Cour d'appel de Stockholm
  - Tribunal administratif de Stockholm
  - Tribunal administratif d'Uppsala
- Cour d'appel de Jönköping
  - Tribunal administratif de Jönköping
  - Tribunal administratif de Linköping
  - Tribunal administratif de Växjö

## Subdivisions statistiques

### Eurostat - NUTS

Les régions NUTS 1 et 2.

L'institut statistique européen Eurostat définit un découpage en trois niveaux des pays de l'Union européenne, appelés NUTS 1, 2 et 3. Dans le cas de la Suède, ces niveaux sont les suivants :
- NUTS 1 : 3 groupes de régions (grupper av riksområden) ;
- NUTS 2 : 8 régions (riksområden) ;
- NUTS 3 : 21 comtés (län).

Le niveau 3 correspond aux comtés suédois, alors que les deux autres niveaux sont propres à Eurostat. Ils suivent le découpage suivant :
- SE1, Östra Sverige
  - SE11, Stockholm
  - SE12, Östra Mellansverige
- SE2, Södra Sverige
  - SE21, Småland och öarna
  - SE22, Sydsverige
  - SE23, Västsverige
- SE3, Norra Sverige
  - SE31, Norra Mellansverige
  - SE32, Mellersta Norrland
  - SE33, Övre Norrland

## Subdivisions traditionnelles

### Grandes régions

Les trois grandes régions.

La Suède est traditionnellement divisée en trois grandes régions (landsdelar en suédois, littéralement « parties du pays »). Ce sont des subdivisions purement géographiques, dépourvues de tout rôle réel. Elles sont notamment utilisées dans les bulletins météorologiques.
Du sud au nord, les trois grandes régions sont :
- le Götaland au sud ;
- le Svealand au centre ;
- le Norrland au nord.

### Provinces

Les 25 provinces.

Les provinces (landskap) sont l'ancien découpage administratif du royaume de Suède. Depuis l'introduction du découpage en comtés par le chancelier Axel Oxenstierna en 1634, elles ne jouent plus aucun rôle officiel. Néanmoins, elles restent importantes pour les Suédois, qui s'identifient fortement à elles et au patrimoine historique et sentimental qu'elles représentent. Certains comtés correspondent plus ou moins à l'ancienne province correspondance, mais ce n'est pas le cas de la plupart d'entre eux.
Les provinces historiques sont au nombre de 25 :
- Ångermanland
- Bohuslän
- Blekinge
- Dalécarlie (Dalarna)
- Dalsland
- Gästrikland
- Gotland
- Halland
- Hälsingland
- Härjedalen
- Jämtland
- Laponie (Lappland)
- Medelpad
- Norrbotten
- Närke
- Öland
- Östergötland
- Scanie (Skåne)
- Småland
- Södermanland
- Uppland
- Värmland
- Västmanland
- Västerbotten
- Västergötland

### Paroisses
Découpage religieux à l'origine, les frontières des paroisses (församlingar) correspondaient, jusqu'aux années 1950 au découpage de la Suède en communes (sauf dans les villes). Depuis les grandes fusions des communes des années 1950, 71 et 74, les paroisses ne jouent plus de rôle dans l'administration du pays. Mais comme pour les provinces, les Suédois y sont également attachés, à un niveau plus local (c'est au moins le cas à la campagne où ce découpage correspond aux vieilles communes). Aujourd'hui, les paroisses correspondent à une subdivision qui pourrait se trouver entre la commune et la municipalité. Il existe 2512 paroisses. La paroisse reste également une unité utilisée au sein de l'Église de Suède, définitivement séparée de l'État depuis 2000.

### Villes
Le terme de ville (stad) n'a pas de reconnaissance officielle en Suède. Il ne correspond à aucune division concrète du territoire. Avant 1971, toutefois, était faite une distinction entre communes citadines et rurales. Les communes citadines (pour la plupart chef-lieu de municipalité aujourd'hui) bénéficiaient d'un statut de ville qui est parfois resté dans l'usage courant. De nos jours, certains grandes municipalités (Stockholm ou Göteborg en tête) se sont arrogé localement le terme de ville (Stockholms stad ou Göteborgs stad) qui, même s'il n'a là encore aucune reconnaissance au niveau de l'État, reste couramment employé par l'administration au niveau local.